# 北村製作所
株式会社北村製作所（きたむらせいさくしょ、英: Kitamura Manufacturing Co., Ltd.）は、新潟県新潟市江南区に本社を置く産業機械メーカー。
貨物自動車の車体（荷台・荷役昇降機）、特種用途自動車や特装車の架装、電気通信設備の局舎・収容箱、産業用洗浄装置を製造・販売する。
比較的近年までバスの車体を製造するコーチビルダーとして知られていた。典型的な地方資本で、特定の自動車メーカーとのつながりはない。現在はアルミバン・ボトルカーなどのトラックボディの架装を手がける。
新潟市中心部の流作場地区で創業、のちに出来島地区（現：中央区）に移転したが、1993年（平成5年）に市南部の両川工業団地に再移転。出来島の工場跡地は翌1994年（平成6年）にショッピングセンター「デッキィ401」として再開発され、2016年（平成28年）2月29日までは関連会社の株式会社北村開発で管理運営を行っていたが、同年3月1日以降は北村製作所が管理運営を行っている。

## 沿革
- 1936年（昭和11年） - 自動車板金工場として創業
- 1945年（昭和20年） - 株式会社化
- 1948年（昭和23年） - 大型バスボディの製造を開始
- 1967年（昭和42年） - アルミバン・保冷車・冷凍車等の貨物自動車車体の製造販売を開始
- 1972年（昭和47年） - 産業用超音波洗浄装置の製造販売を開始
- 1984年（平成元年） - 通信機器収容箱の製造販売を開始
- 1993年（平成5年） - 両川の現在地に移転
- 1994年（平成6年） - 出来島の工場跡地に商業施設「デッキィ401」が開業
- 1995年（平成7年） - バスボディ製造事業をいすゞバス製造に譲渡し同事業から撤退
- 1998年（平成10年） - ISO 9001認証取得
- 2000年（平成12年） - ISO 14001認証取得
- 2016年（平成28年） - 株式会社北村開発を吸収合併

## バスボディ事業

### 概説

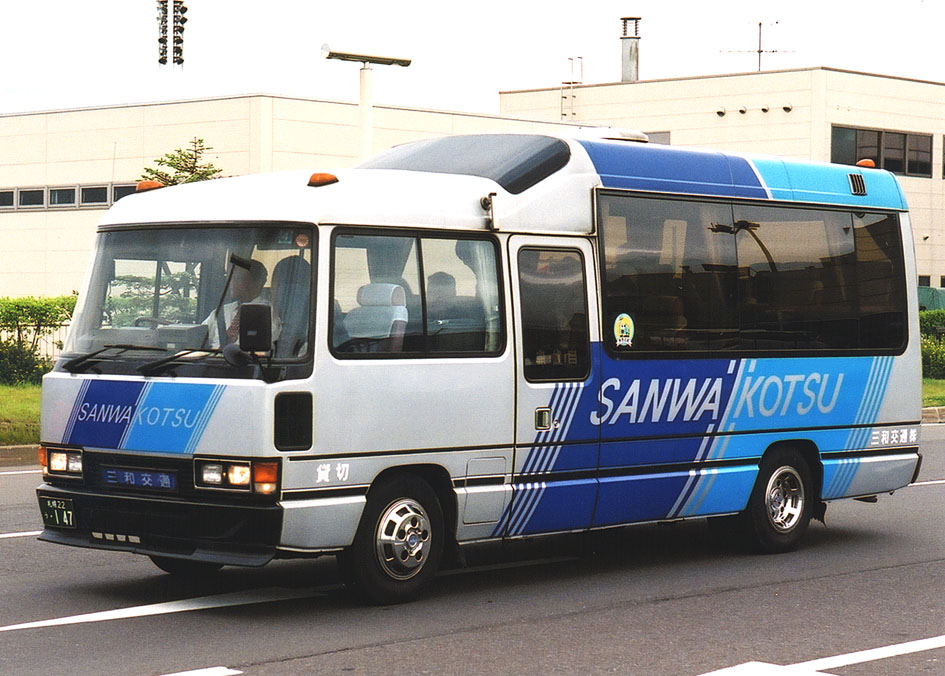
コースター
パノラマサルーン

戦後、航空機産業から業態転換したメーカーが次々とバスボディ市場に進出する中、北村製作所は独自にモノコック構造のバスボディの開発に成功して1948年に同市場に参入。地元の新潟交通向けを足がかりに、他社と比較すると頑丈な構造が評価されて東北の日本海側や信州、一部は北海道や関東の事業者にまで路線バス車体を納入した。
当初はメーカーを問わずに車体を架装していたが、徐々にコーチビルダーの系列化が進んだ結果、後年になると架装例はいすゞ自動車製に限定されるようになる。顧客として日本屈指のバス会社である新潟交通と神奈川中央交通の大口受注を持っていたことから1960年代の中小コーチビルダーの淘汰を免れたが、1980年代のスケルトン構造のバスボディ開発競争に後れをとり、1985年（昭和60年）に市場投入するまでの間に新潟交通・頸城自動車と一部の小型バス以外のすべての顧客を失ったため、1988年（昭和63年）度を最後に大型・中型のバスボディ製造から撤退。その後はいすゞの小型バスのみを製造していたが、1995年（平成7年）にいすゞバス製造（現：ジェイ・バス）へ事業譲渡し、バスボディ製造から撤退している。
いすゞ以外の車種では、トヨタ自動車の小型バス「コースター」の観光バス事業者向けとして、キックアップルーフで後部座席天井に傾斜付きのガラス窓が設けられた「パノラマサルーン」（モデルチェンジに伴い1992年で製造中止）などがあった。

### バス車体架装例

スケルトン車体
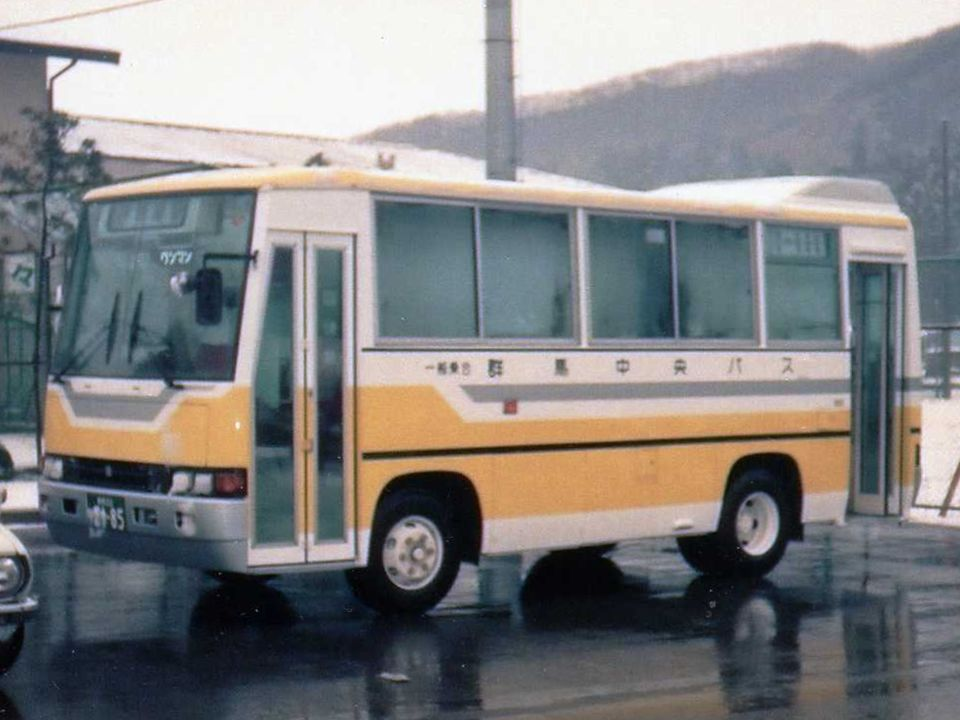
マイクロバス いすゞP-MR112D （群馬中央バス）
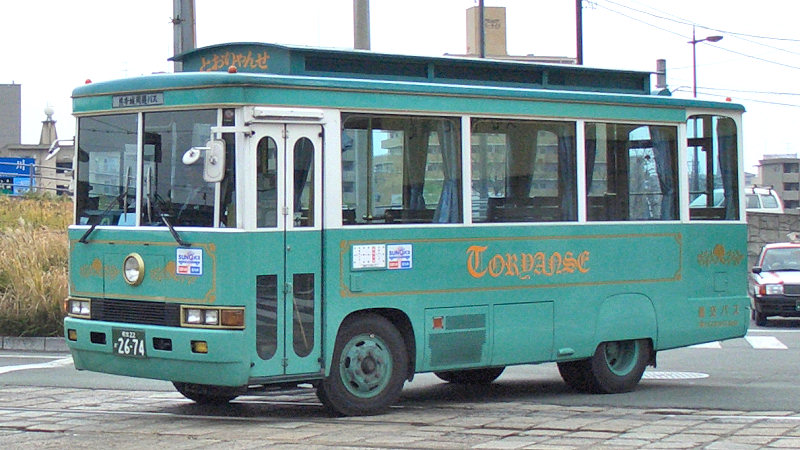
特注仕様マイクロバス いすゞU-MR132D （九州産交バス）
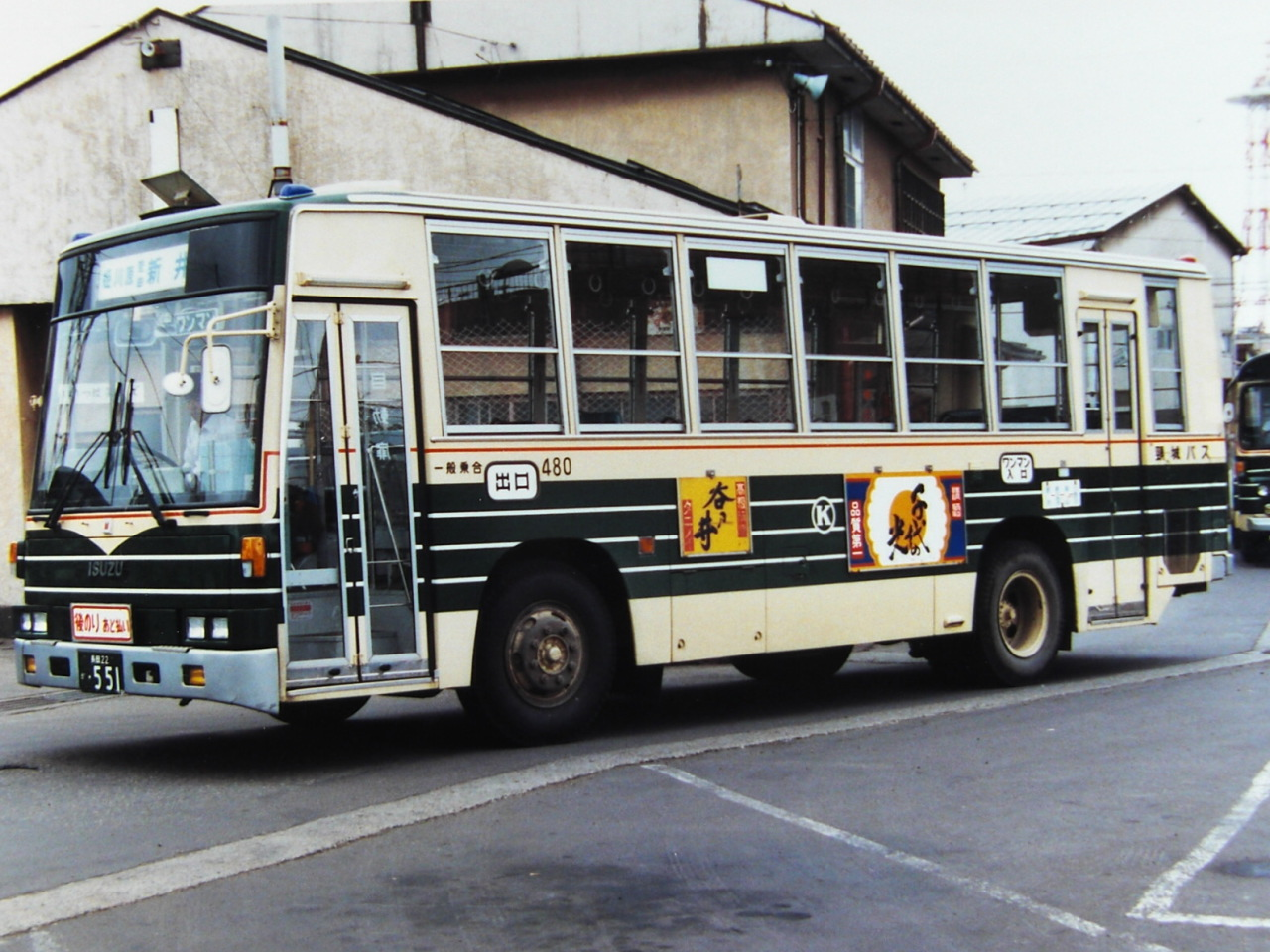
大型バス いすゞP-LT312J （頸城自動車）
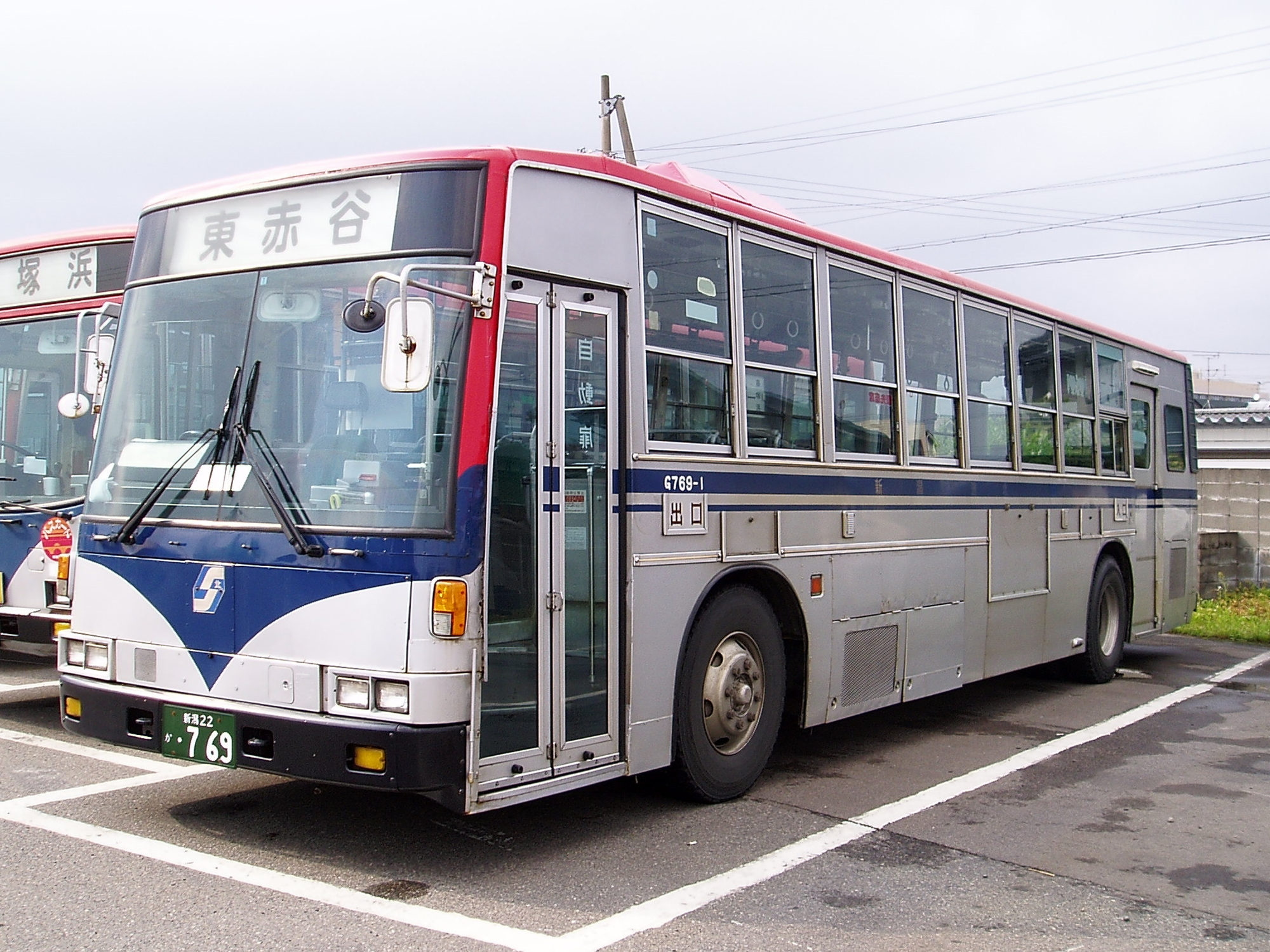
大型バス いすゞP-LV314Q （新潟交通）

モノコック車体
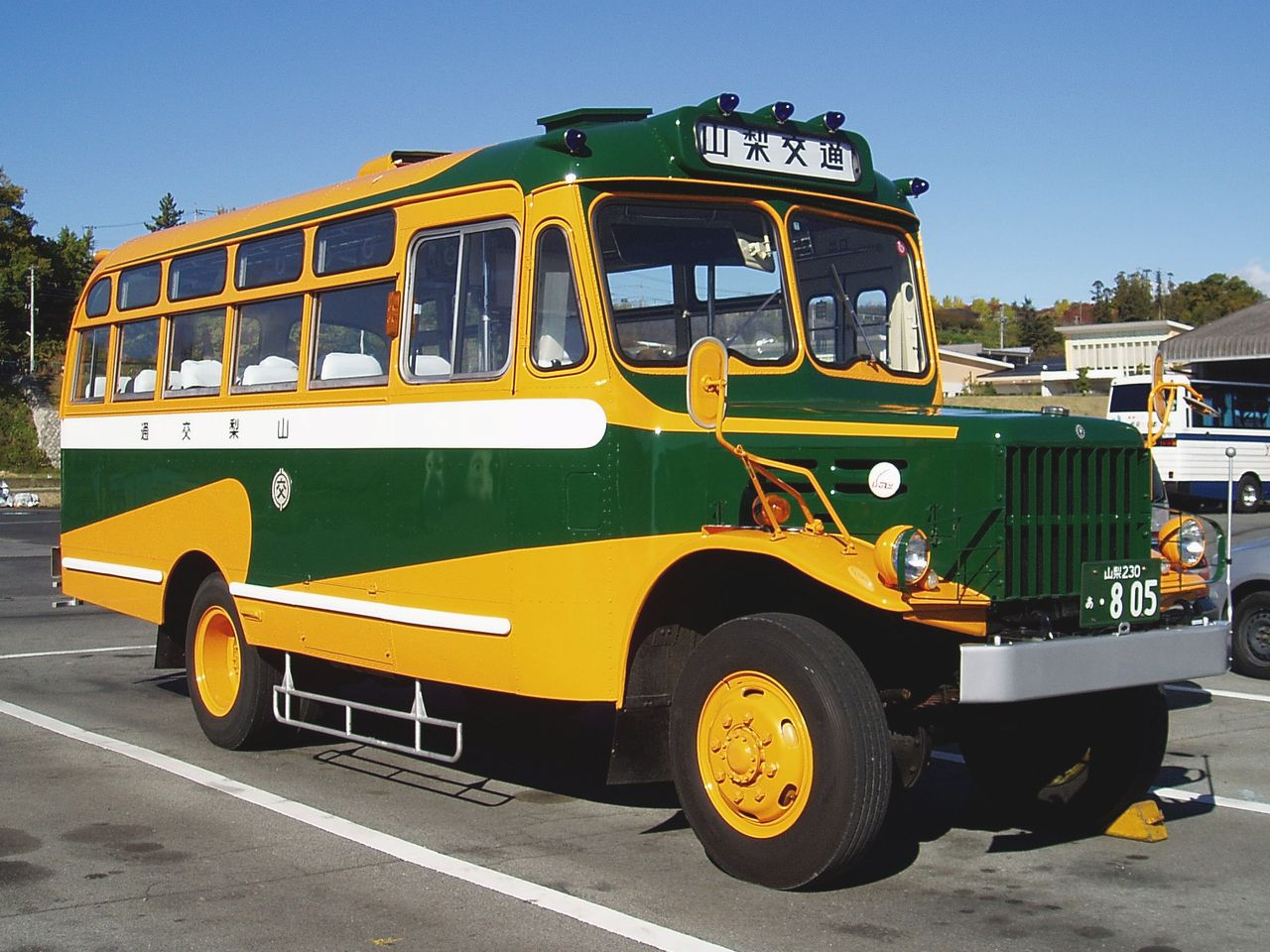
ボンネットバス いすゞTSD40 （山梨交通）
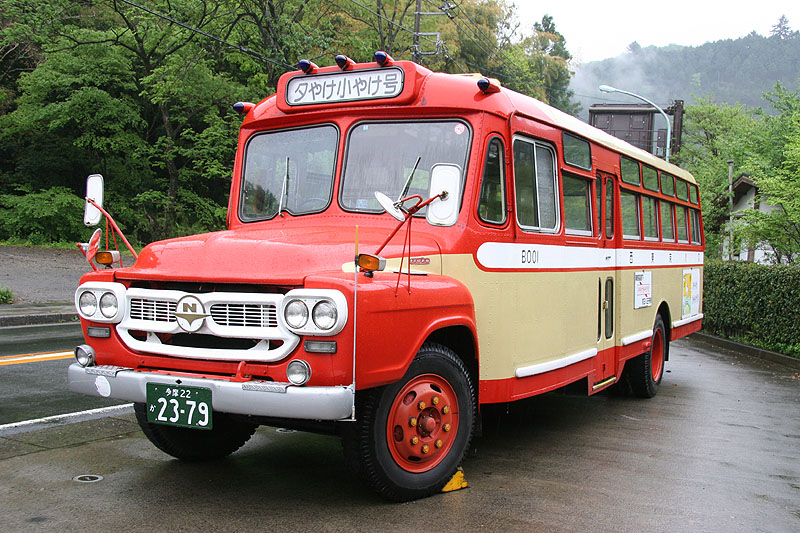
ボンネットバス いすゞBXD50 （西東京バス）
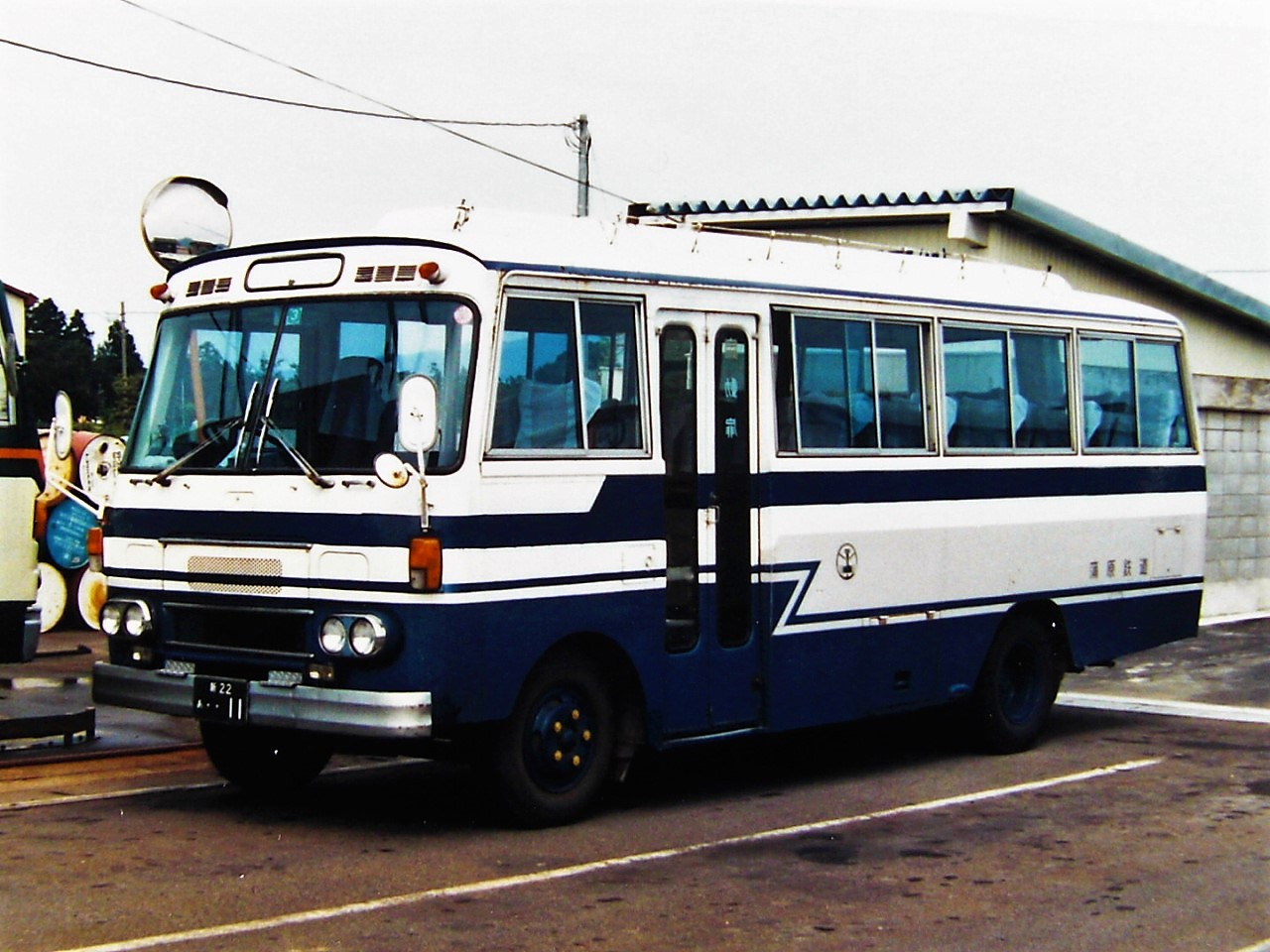
小型バス いすゞBY31 （蒲原鉄道）
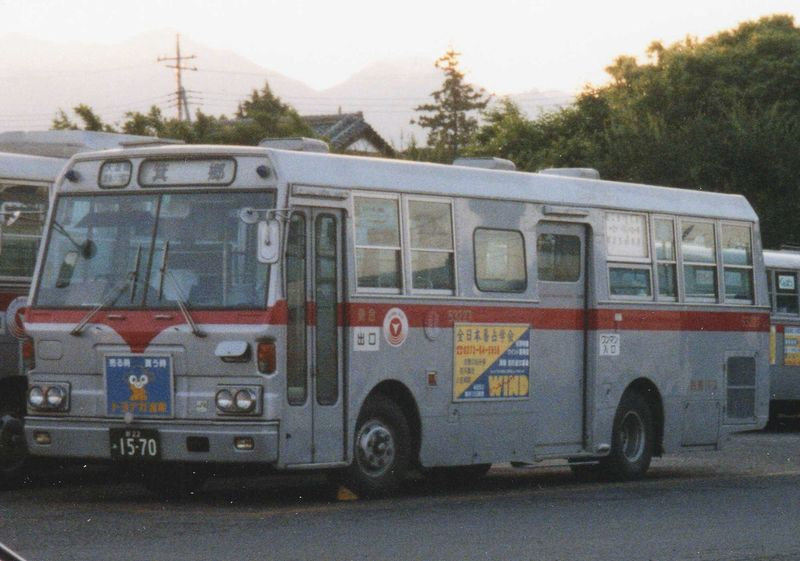
中型バス いすゞK-CCM370 （群馬バス）
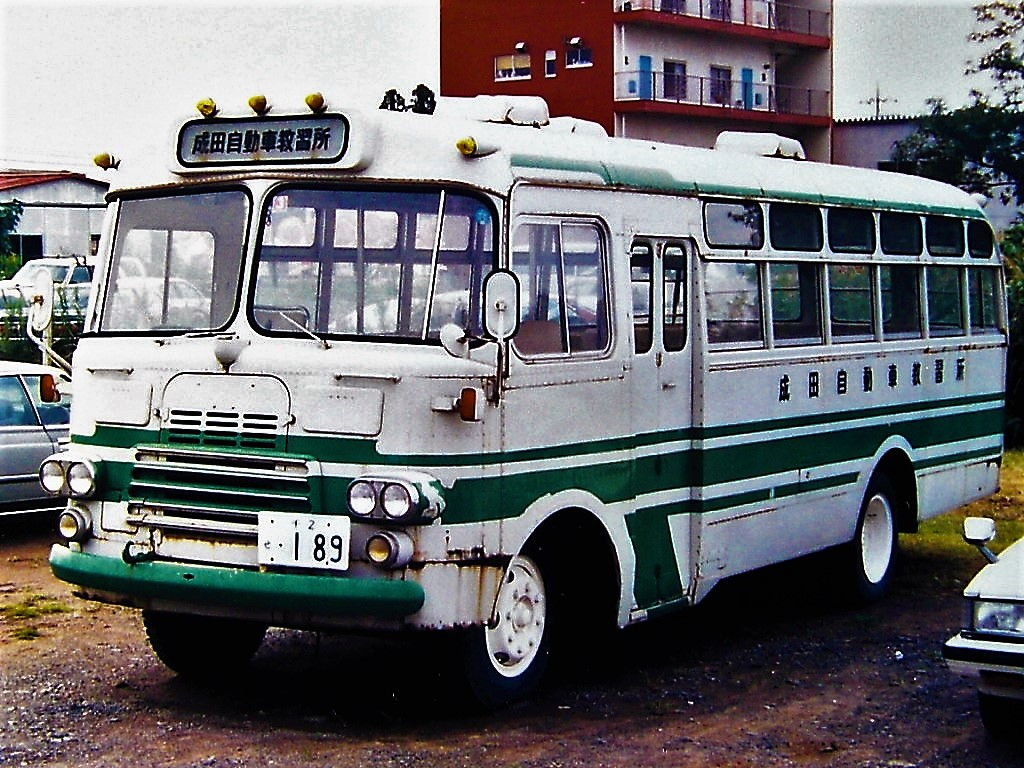
大型バス いすゞBF20 （自家用）
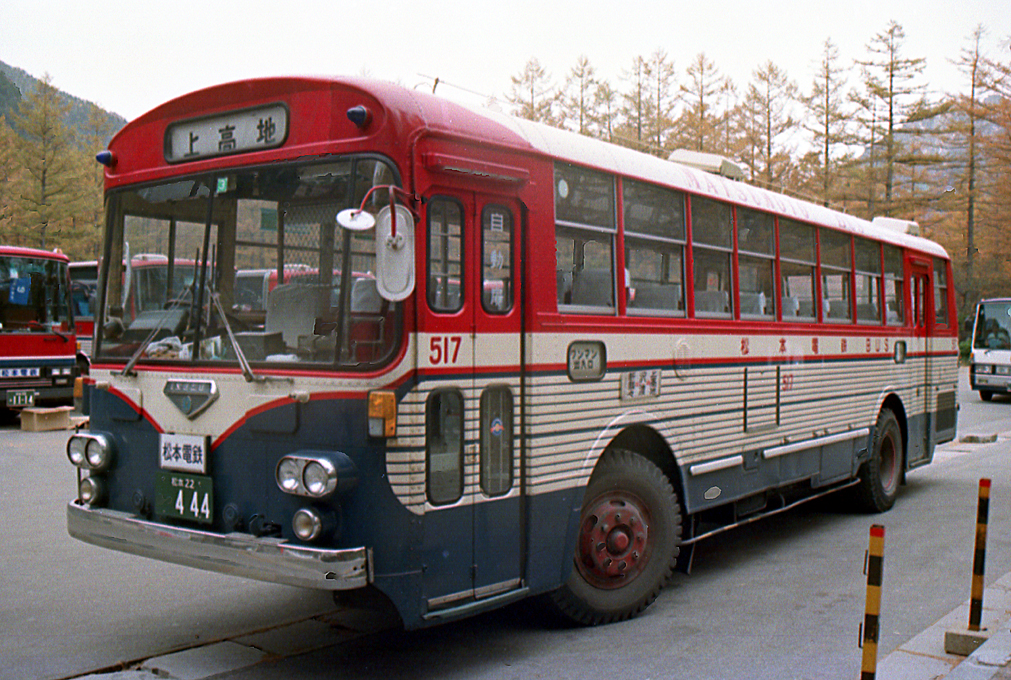
大型バス いすゞBU10K （松本電気鉄道）
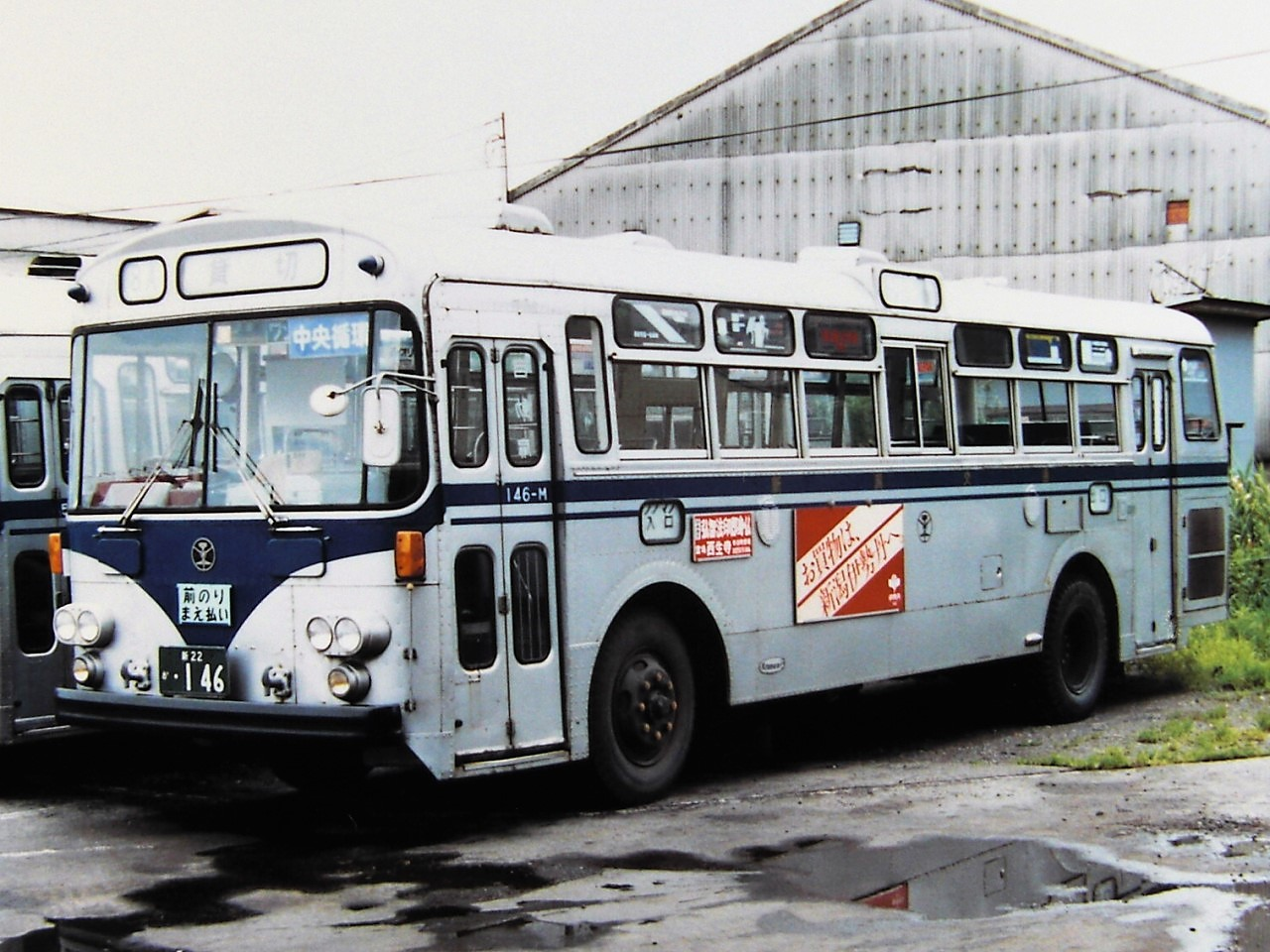
大型バス 三菱ふそうMR410 （新潟交通）
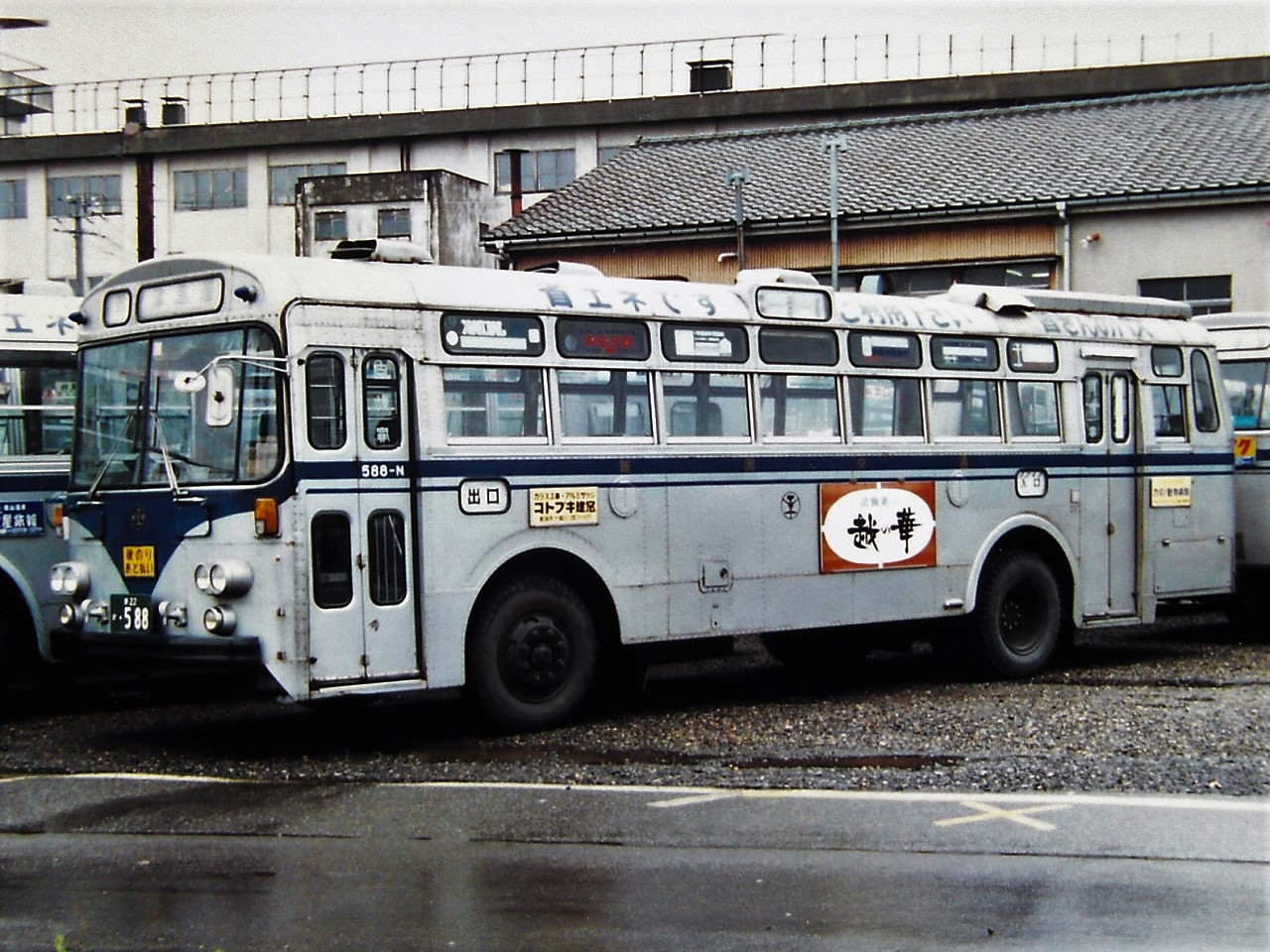
大型バス 日産ディーゼルU20H （新潟交通）
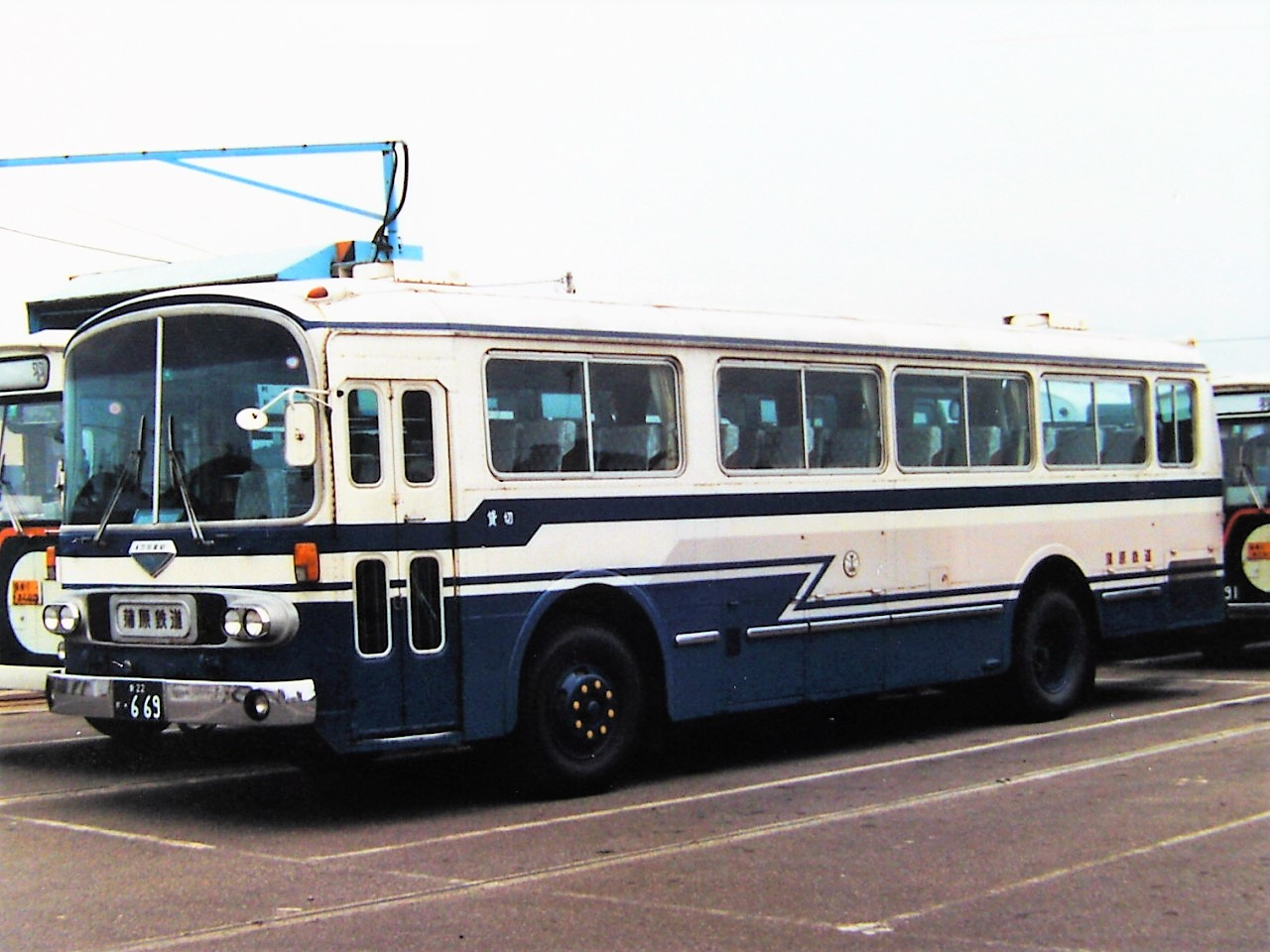
大型バス観光タイプ いすゞBU10KP （蒲原鉄道）

- スケルトン車体
- マイクロバス
いすゞP-MR112D
（群馬中央バス）
- 特注仕様マイクロバス
いすゞU-MR132D
（九州産交バス）
- 大型バス
いすゞP-LT312J
（頸城自動車）
- 大型バス
いすゞP-LV314Q
（新潟交通）